# Гапула Юрій Вікторович
Юрій Вікторович Гапула — солдат Збройних Сил України, учасник російсько-української війни, що загинув у ході російського вторгнення в Україну в 2022 році.

## Життєпис
Юрій Гапула народився 3 травня 1978 року в місті Хоролі на Полтавщині. Закінчив Хорольську гімназію та агропромисловий коледж у рідному місті. Потім навчався в Полтавській державній аграрній академії, яку закінчив за спеціальністю «інженер-механік». Довгий час працював на Хорольському механічному заводі. 2015 року перейшов на військову службу, брав участь у бойових діях в АТО на сході України. З початком повномасштабного російського вторгнення в Україну був добровільно мобілізований у перші дні разом зі своїм сином Владиславом: на фронт пішли добровольцями. Обидвоє перебували на передовій у складі 81-ої окремої аеромобільної бригади десантно-штурмових військ ЗСУ. Юрій Гапула обіймав військову посаду стрільця-санітара першого десантно-штурмового взводу. Під час масованого обстрілу села Малинівки поблизу міста Гуляйполя Запорізької області 6 травня 2022 року він прикрив собою свого сина та своїх бойових побратимів, але загинув. Пораненого сина врятували співслуживці. Ціною жертв українським військовим вдалося відбити атаку противника. Чин прощання із Юрієм Гапулою та загиблими співслуживцями старшим солдатом Євгенієм Горенком, солдатами Сергієм Коротченком, Микитою Луговим та Дмитром Рябичем, а також старшим солдатом Євгеном Цукановим й солдатами Олександром Дерієм та Олександром Шинкаренком відбувся 10 травня 2022 року біля Свято-Успенського кафедрального собору Полтави, а наступного дня в Хоролі. Поховали загиблого 11 травня 2022 року в рідному Хоролі.

## Родина
У загиблого залишилися дружина Анжела Миколаївна, син Владислав (військовослужбовець ЗСУ), донька Альона (нар 2011) та мама Валентина Федорівна Гапула.

## Нагороди
- Орден «За мужність» III ступеня (2022, посмертно) — за особисту мужність і самовіддані дії, виявлені у захисті державного суверенітету та територіальної цілісності України, вірність військовій присязі[7].